# 高島七郎右衛門
高島 七郎右衛門（たかしま しちろうえもん、1869年11月9日（明治2年10月5日） - 1923年（大正12年）11月25日）は、日本の政治家。衆議院議員（1期）。福井県多額納税者、福井新聞発起人（取締役）、越前電気取締役、越前製瓦代表、農業。旧名・多作。

## 経歴
福井県出身。東京法学院で学ぶ。丹生郡立待村（現在の鯖江市）会議員、同村長、福井銀行、越前電気各(株)取締役、福井県農工銀行監査役となる。
1920年の第14回衆議院議員総選挙において福井4区から立憲政友会公認で立候補して当選する。衆議院議員を1期務め、1923年に現職のまま死去した。

## 家族
- 父・高島七郎右衛門（先代） ‐ 素封家。[3][7]
- 長男・高島七郎右衛門（勝也、1894年生） ‐ 福井県多額納税者、越前電気取締役、農業。妻の兄に福井県多額納税者で足羽郡教育会長の青山荘、青山秀三郎。相婿に野村行一。[8][9]
- 長女・愛（1900年生） ‐ 高島茂平の長男・一郎の妻[8]